# Claudio Yafuso
Claudio G. Yafuso (ur. 21 stycznia 1970 w Buenos Aires) – argentyński judoka. Olimpijczyk z Seulu 1988, gdzie zajął siódme miejsce wadze półlekkiej.
Srebrny medalista mistrzostw panamerykańskich w latach 1988 roku. 

## Letnie Igrzyska Olimpijskie 1988
| Konkurencja | Eliminacje               | Eliminacje          | Eliminacje             | Repasaże                   | Repasaże                | Klas. końcowa |
| Konkurencja | Przeciwnik I             | Przeciwnik II       | Przeciwnik III         | Przeciwnik I               | Przeciwnik II           | Miejsce       |
| ----------- | ------------------------ | ------------------- | ---------------------- | -------------------------- | ----------------------- | ------------- |
| 65 kg       | Derrick Anderson (GUM) Z | Yavuz Yolcu (TUR) Z | Lee Kyung-keun (KOR) P | Dragomir Bečanović (YUG) Z | Bruno Carabetta (FRA) P | 7.            |